# Giacomo Neri
Giacomo Neri, conosciuto anche come Neri II (Faenza, 1º gennaio 1916 – Faenza, 6 maggio 2010), è stato un calciatore e allenatore di calcio italiano, di ruolo ala.
È scomparso nel 2010 all'età di 94 anni. Era il più anziano calciatore vivente ad aver militato nella Nazionale italiana.

## Carriera
Segnò il gol numero 6 000 nella storia della Juventus, squadra dalla quale fu licenziato dopo una sola stagione (1936-1937) per motivi disciplinari. Era approdato a Torino dopo essersi messo in mostra, giovanissimo, nelle file del Livorno, dove rientrò dopo la parentesi bianconera. Vestì anche la maglia del Genova 1893, conquistando anche la convocazione in Nazionale (3 presenze ed un gol).
Neri era nella rosa della squadra rossoblu che partecipò alla Coppa Città di Genova che nei primi mesi del 1945 sostituì il normale campionato a causa degli eventi bellici che sconvolgevano l'Europa in quel periodo. La competizione fu vinta dai rossoblu che sorpassarono all'ultima giornata i rivali del Liguria; a Neri ed a ciascun vincitore della competizione furono date in premio 20 000 lire dal futuro presidente rossoblu Antonio Lorenzo.
Nel dopoguerra fu ingaggiato dall'Inter chiudendo infine la carriera tra le file degli svizzeri del Cantonal Neuchâtel.
Ha collezionato complessivamente 216 presenze e 53 reti nella Serie A a girone unico.

## Statistiche

### Cronologia presenze e reti in nazionale
| Cronologia completa delle presenze e delle reti in nazionale ― Italia | Cronologia completa delle presenze e delle reti in nazionale ― Italia | Cronologia completa delle presenze e delle reti in nazionale ― Italia | Cronologia completa delle presenze e delle reti in nazionale ― Italia | Cronologia completa delle presenze e delle reti in nazionale ― Italia | Cronologia completa delle presenze e delle reti in nazionale ― Italia | Cronologia completa delle presenze e delle reti in nazionale ― Italia | Cronologia completa delle presenze e delle reti in nazionale ― Italia |
| Data                                                                  | Città                                                                 | In casa                                                               | Risultato                                                             | Ospiti                                                                | Competizione                                                          | Reti                                                                  | Note                                                                  |
| --------------------------------------------------------------------- | --------------------------------------------------------------------- | --------------------------------------------------------------------- | --------------------------------------------------------------------- | --------------------------------------------------------------------- | --------------------------------------------------------------------- | --------------------------------------------------------------------- | --------------------------------------------------------------------- |
| 12-11-1939                                                            | Zurigo                                                                | Svizzera                                                              | 3 – 1                                                                 | Italia                                                                | Amichevole                                                            | -                                                                     |                                                                       |
| 26-11-1939                                                            | Berlino                                                               | Germania                                                              | 5 – 2                                                                 | Italia                                                                | Amichevole                                                            | 1                                                                     |                                                                       |
| 3-3-1940                                                              | Torino                                                                | Italia                                                                | 1 – 1                                                                 | Svizzera                                                              | Amichevole                                                            | -                                                                     |                                                                       |
| Totale                                                                |                                                                       | Presenze                                                              | 3                                                                     |                                                                       | Reti                                                                  | 1                                                                     |                                                                       |

## Palmarès

### Giocatore

#### Competizioni regionali
- Coppa Città di Genova: 1

Genova 1893: 1945